# Hasenwinkel (Sachsen-Anhalt)
Koordinaten: 51° 31′ 31″ N, 11° 37′ 7″ O
Der Hasenwinkel ist ein Naturschutzgebiet in der Lutherstadt Eisleben im Landkreis Mansfeld-Südharz in Sachsen-Anhalt.
Das Naturschutzgebiet mit dem Kennzeichen NSG 0109 ist 18,4 Hektar groß. Es ist Bestandteil des rund 84 Hektar großen FFH-Gebietes „Trockenrasenhänge nördlich des Süßen Sees“ und wird vom Landschaftsschutzgebiet „Süßer See; Süßer und Salziger See“ umgeben. Das Gebiet steht seit dem 1. Mai 1961 unter Schutz. Zuständige untere Naturschutzbehörde ist der Landkreis Mansfeld-Südharz.
Das Naturschutzgebiet liegt im östlichen Harzvorland östlich der Lutherstadt Eisleben. Es stellt einen nach Süden bzw. Westen exponierten Steilhang des Schalksberges als oberer Teil einer Erosionsschlucht unter Schutz. Der Bereich des Naturschutzgebietes wird von artenreichen Trocken- und Halbtrockenrasen (Schwingel-Fiederzwenkenrasen, Wimperperlgrasfluren und Berggamander-Schwingelfluren) sowie im Osten durch den Rest eines Eichen-Hainbuchenwaldes geprägt. Bemerkenswerte Pflanzen der Rasenflächen sind z. B. Zottiger Spitzkiel, Boden-Tragant, Steppenwolfsmilch, Pferdesesel, Wimperperlgras und Siebenbürgisches Perlgras. Teilweise sind verfallene oder überwachsene Trockenmauern aufgelassener Weinbergterrassen vorhanden. Hier sind u. a. Gelber Günsel, Blauer Gauchheil, Roter Hornmohn und Schopfige Traubenhyazinthe zu finden. Ferner wachsen hier Liguster-Schlehen-Gebüsche sowie die Zwergkirsche, die hier die Nordwestgrenze ihrer Verbreitung erreicht.
Das Naturschutzgebiet ist Lebensraum für verschiedene Vögel, darunter Sperbergrasmücke, Goldammer, Grünspecht, Wendehals und Neuntöter, die hier auch brüten.
Nach Norden schließen sich an das Naturschutzgebiet intensiv genutzte Ackerflächen auf dem Schalksberg an, über die es zur Eutrophierung des Gebietes kommt.